# Herreruela
Herreruela is een gemeente in de Spaanse provincie Cáceres en in de regio Extremadura. Gargantilla heeft een oppervlakte van 114 km² met 369 inwoners (1 januari 2016).

## Geografie
Herreruela grenst aan de gemeenten Alburquerque, Brozas, Cáceres en Salorino.

## Burgemeester
De burgemeester van Herreruela is Leopoldo Mogedano Fanega.

## Demografische ontwikkeling
Bron: INE, 1857-2011: volkstellingen